# Тонкиншки тупоноси мајмуни
Тонкиншки тупоноси мајмуни или Долманов тупоноси мајмун (Rhinopithecus avunculus) припада натпородици Мајмуна старог света. Настањује подручје северног Вијетнама  (област тонкишког залива). То је црно-бели мајмун ружичастих усана и носа, са плавим мрљама око очију. Витког је тела и настањује се у групама на дрвећу.
Борави на надморским висинама од 200 до 1.200 м (700 до 3.900 стопа) на фрагментарним површинама шума и кршевитих површина кречњака.
Први опис је дат 1912. године, али је због своје изузетне реткости изнова проучаван 1990. године. У 2008. години се сматрало да постоји мање од 250 јединки, па је ова врста била предмет интензивних напора на очувању. Главне претње с којима се ови мајмуни суочавају су губитак станишта и лов, а Међународна унија за очување природе оценила је врсту као "критично угрожену".

## Опис
Тонкиншки тупоноси мајмун има спљоштено лице са ружичастим преврнутим носом, згуснутим ружичастим уснама и деловима плаве коже око очију. Горњи делови тела су црни, доњи делови су кремасто-бели, а на грлу је наранџаста мрља, нарочито очигледна код расплодних мужјака. Реп има бели врх. Дужина главе и тела је 51 до 65 cm и реп од 66 до 92 cm. Женке теже око 8 kg, док мужјаци теже 14 kg. Младунци су сиви, а не црни и немају наранџасто грло.

## Биологија
Токиншки тупоноси мајмун је активан током обданице и његова исхрана се састоји од низа листова, воћа, цвећа и семена. Креће се у малим групама.

## Статус
Забележен је на висинама између 200 и 1.200 м, његова расподела је тренутно ограничена на мале фрагментиране тропске зимзелене шуме повезане са стрмим кршким брежуљцима и планинама.
Од поновног откривања 1990. идентификовано је пет изолованих постојећих популација. Упркос томе што су проглашени водећом врстом и након тога добили међународну пажњу и активности очувања, тренд популације и даље опада, због чега је ова врста непрестано наведена као један од "25 најугроженијих примата на свету" , након што је прва глобална процена не-људских примата почела 2001. године.
Губитак станишта и лов су неки од главних узрока опадања природних популација нехуманих примата, укључујући токиншког тупоносог мајмуна. Деценије ширења људске популације и све већи захтеви за оскудним пољопривредно одрживим земљиштима довели су до губитка и фрагментације станишта мајмуна. Међутим, станишта познатих популација тонкиншких тупоносих мајмуна дуго су се губила и фрагментисала пре њиховог поновног откривања.
Пионирска студија из 1993. године, у природном резервату На Ханг, приказала је популацију од 72 јединке (процијењена 80), а накнадна студија на истом мјесту 2005. добила је број од 17 јединки (процијењених 22). На основу примарних и секундарних података, пад броја становника у том 13-годишњем периоду може се приписати само ловним активностима. Опажања мајмуна постају све ређа.
Сматрало се да је ова врста примата изумрла до деведесетих година, када је мала популација откривена у округу На Ханг у провинцији Туиен Куанг у Вијетнаму. Тешки криволов за храну, као и црно тржиште дивљих животиња и уништавање станишта главни су разлози због којих се тонкиншки тупоноси мајмун сматра једним од најугоженијих врста примата на планети.
До 2008. године, када је у удаљеној шуми откривена мала популација са три бебе, сматрало се да постоји мање од 250 примата. Децембра 2013, Fauna & Flora international, објавила је резултате истраживања становништва проведеног између септембра и октобра те године у Khau Ca Species (Кхау Ча врстама) и Habitat Conservation Area (Простору за очување станишта), провинцији Ха Гианг, Вијетнам.
Истраживање је идентификовало између 108-113 појединаца који су живи у зони очувања, што је готово половина процене стања за светску популацију и највећи број на локалитету након што је популација почела да се прати. Истраживачи су ово схватили као охрабрујући знак да напори за очување утичу на нагло опадање броја врста. Најновија анкета, од новембра 2017. године, коју је извршила Фауна & Флора интернатионал ( Fauna & Flora international ) у шуми Кхау Ца (Khau Ca) у априлу 2017. године, забележила је најмање 113-121 јединки којима је ова област била станиште.
Популарни Инстаграм налог @ SavetheSnubs створио је вирални изазов користећи хаштаг # SnubYourselfChallenge. Милиони су се окупили да се придруже овом лудом и забавном изазову. Млади широм свијета боре се за овај важан циљ. Сваки пут када се постави изазов, новац се донираа како би се спасиила ова ретка врста примата.